# Schillerplatz (Stuttgart)
Der Schillerplatz ist ein Platz im Zentrum Stuttgarts, benannt nach dem Marbacher Dichter Friedrich Schiller. In seiner Mitte steht seit 1839 ein Schillerdenkmal.

## Geographie

### Name
Ursprünglich hieß der heutige Schillerplatz „Schloßplatz“, als Vorplatz des (damals noch nicht) alten Schlosses. Im 18. Jahrhundert kam der Name „Alter Schloßplatz“ auf, als mit dem Bau des Neuen Schlosses (1746–1806) der heutige Stuttgarter Schloßplatz geschaffen wurde. 1934 wurde der „Alte Schloßplatz“ offiziell in „Schillerplatz“ umbenannt. Der Name „Schillerplatz“ war, wegen des in seit 1839 in seiner Mitte stehenden Denkmals, zu dieser Zeit aber schon länger gebräuchlich gewesen.

### Lage und Umgebung
Der Schillerplatz liegt im Zentrum von Stuttgart südlich des Schloßplatzes und ist von historischen Gebäuden umgeben: Altes Schloss im Osten, Stiftskirche und Fruchtkasten im Süden, Prinzenbau (heute Sitz des Justizministeriums) im Westen, Alte Kanzlei im Norden. Unter dem Schillerplatz befindet sich eine Tiefgarage.

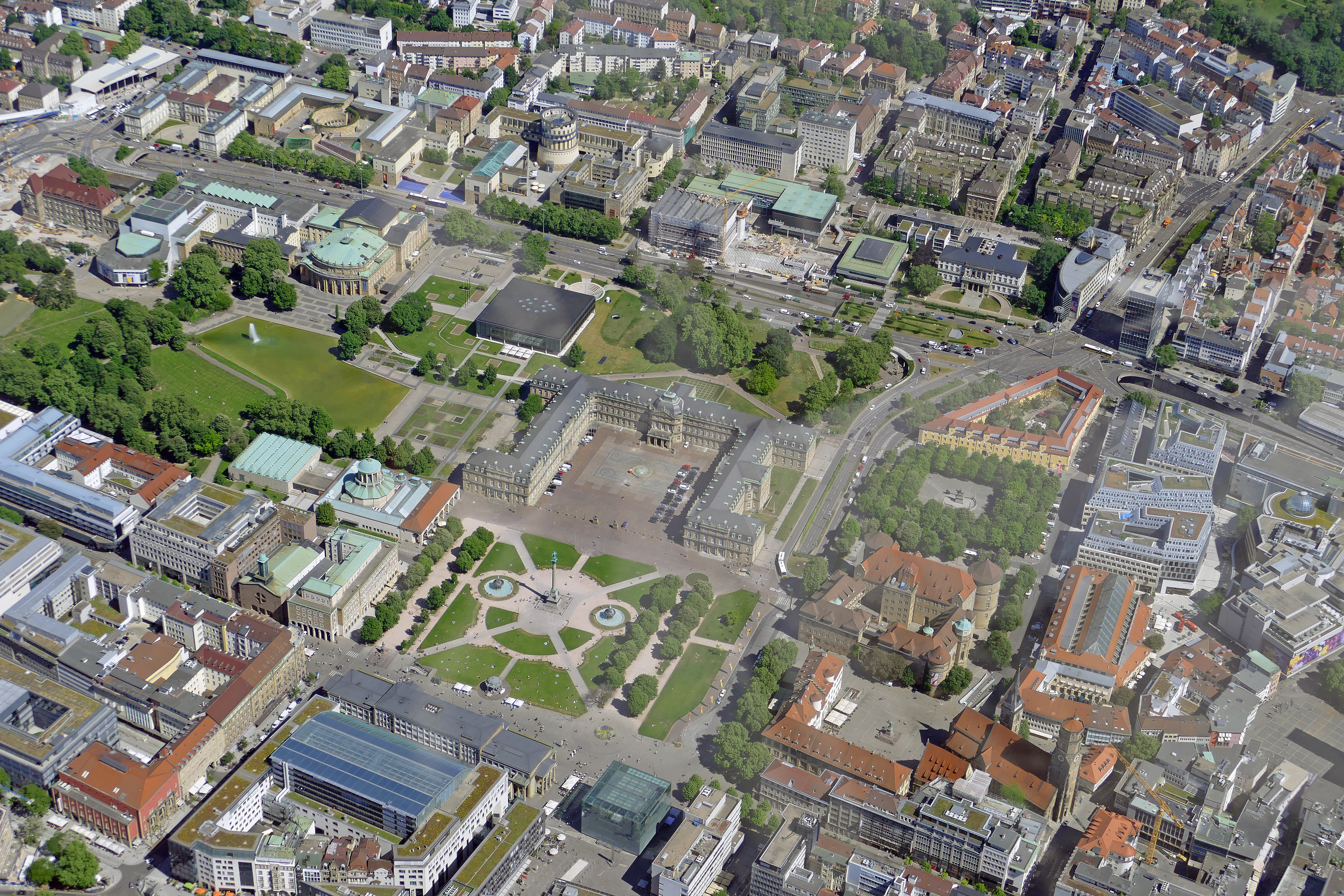
Luftbild vom Stadtzentrum (rechts ist Süden). Bildmitte: Schloßplatz und Neues Schloss. Rechts vom Schloßplatz der Schillerplatz, weiter rechts die Stiftskirche. Oberhalb (östlich) vom Schillerplatz das Alte Schloss

Über die (Richard-von-Weizsäcker-)Planie ist der Schillerplatz mit dem Schloßplatz verbunden. Die Dorotheenstraße verbindet den Schillerplatz mit dem Karlsplatz und dem Stauffenbergplatz, sowie der Holzstraße und dem Charlottenplatz. Die Kirchstraße führt zum Marktplatz, dem Rathaus und der Sporerstraße, während die Gasse Am Fruchtkasten zur Stiftstraße, dem Johannes-Brenz-Platz und der Front der Stiftskirche führt. Durch den Kanzleibogen im Prinzenbau gelangt man zu Königstraße und Königsbau, sowie zum Kunstmuseum und dem darüber liegenden Kleinen Schloßplatz.

### Verkehrsanbindung
Der Schillerplatz ist über die Haltestelle Schlossplatz an das ÖPNV-Netz des VVS angebunden. Sie wird von verschiedenen Stadtbahn- und Stadtbuslinien angefahren.

## Geschichte

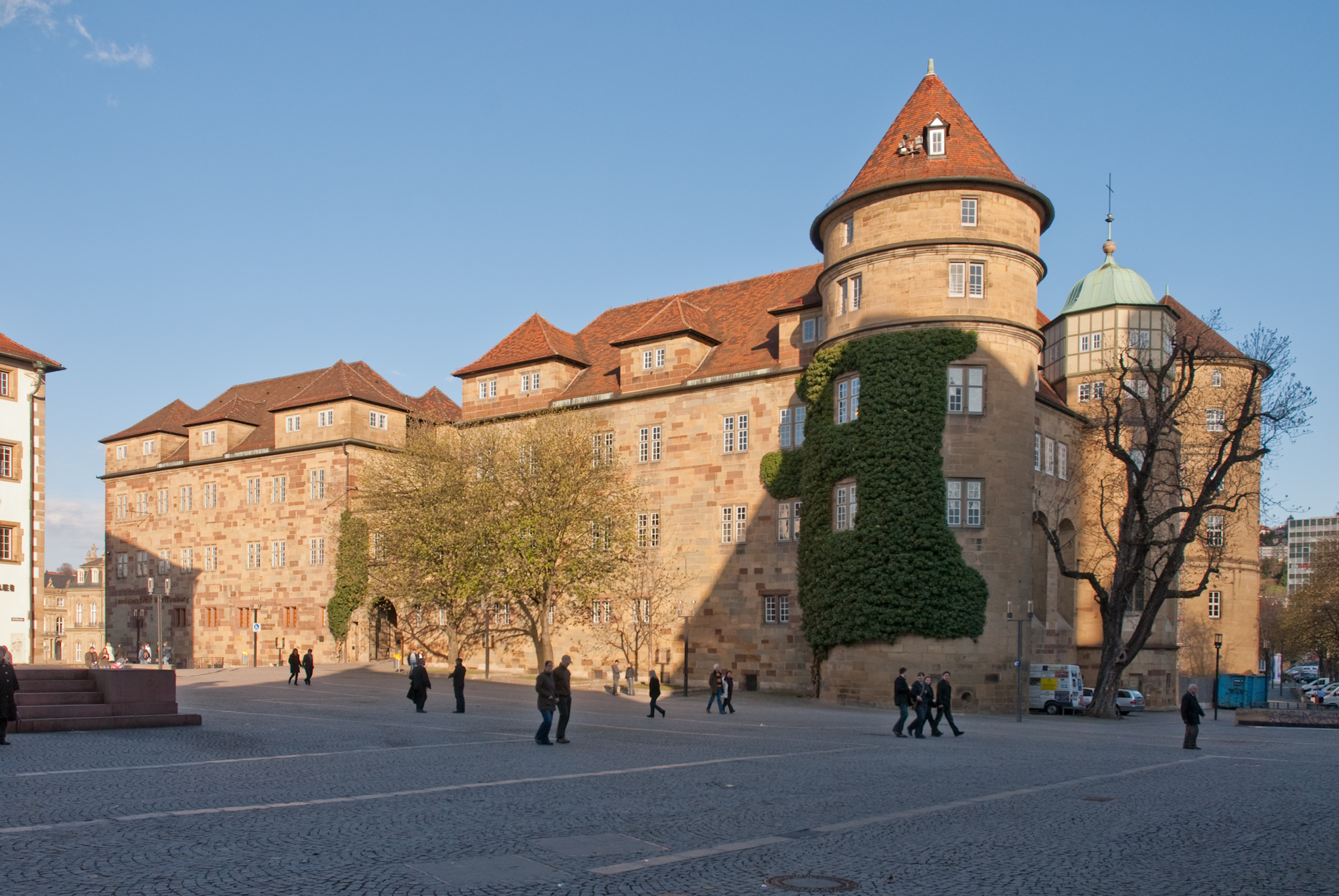
Schillerplatz, Blick nach Osten zum Alten Schloss

Funde um den Schillerplatz zeigen diesen als historischen Kern der Stuttgarter Altstadt. Unter dem östlich angrenzenden Alten Schloss fanden sich Siedlungsspuren aus dem 8. Jahrhundert, unter der Stiftskirche merowingerzeitliche Bestattungen des 7./8. Jahrhunderts. Die deswegen auch unter dem Schillerplatz anzunehmenden archäologischen Befunde wurden indes im Jahre 1973 beim Bau der Tiefgarage unter dem Schillerplatz zum großen Teil undokumentiert zerstört.
Das erste feste Haus Stuttgarts, das Stuthaus, lag neben der Stiftskirche. Es liegt daher nahe zu vermuten, dass das Gelände des heutigen Schillerplatzes um das Jahr 1000 Teil des Gestütsgeländes Stutengarten war. Seit dem 12. Jahrhundert war das Gebiet wahrscheinlich Siedlungsfläche, ab dem 13. Jahrhundert wurden Steinhäuser wie der Fruchtkasten errichtet. Mitte des 14. Jahrhunderts wurde der Dürnitzbau des Alten Schlosses errichtet. 1542 konnte der Bau der Kanzlei abgeschlossen werden. Wenige Jahre später wurde der Arkadenflügel des Alten Schlosses erbaut und der Bereich bis zur Kanzlei als Schlossgraben gestaltet.
1594 beauftragte Herzog Friedrich I. den Baumeister Heinrich Schickhardt im Bereich des heutigen Schillerplatzes einen repräsentativen Renaissanceplatz zu schaffen. Hierzu wurden bis kurz vor 1600 die bestehenden Häuser aufgekauft und abgerissen. Der entstandene Platz wurde gepflastert und als Schloss- und Kanzleiplatz bezeichnet. Seit dieser Zeit hat der Platz seine heutigen Abmessungen.

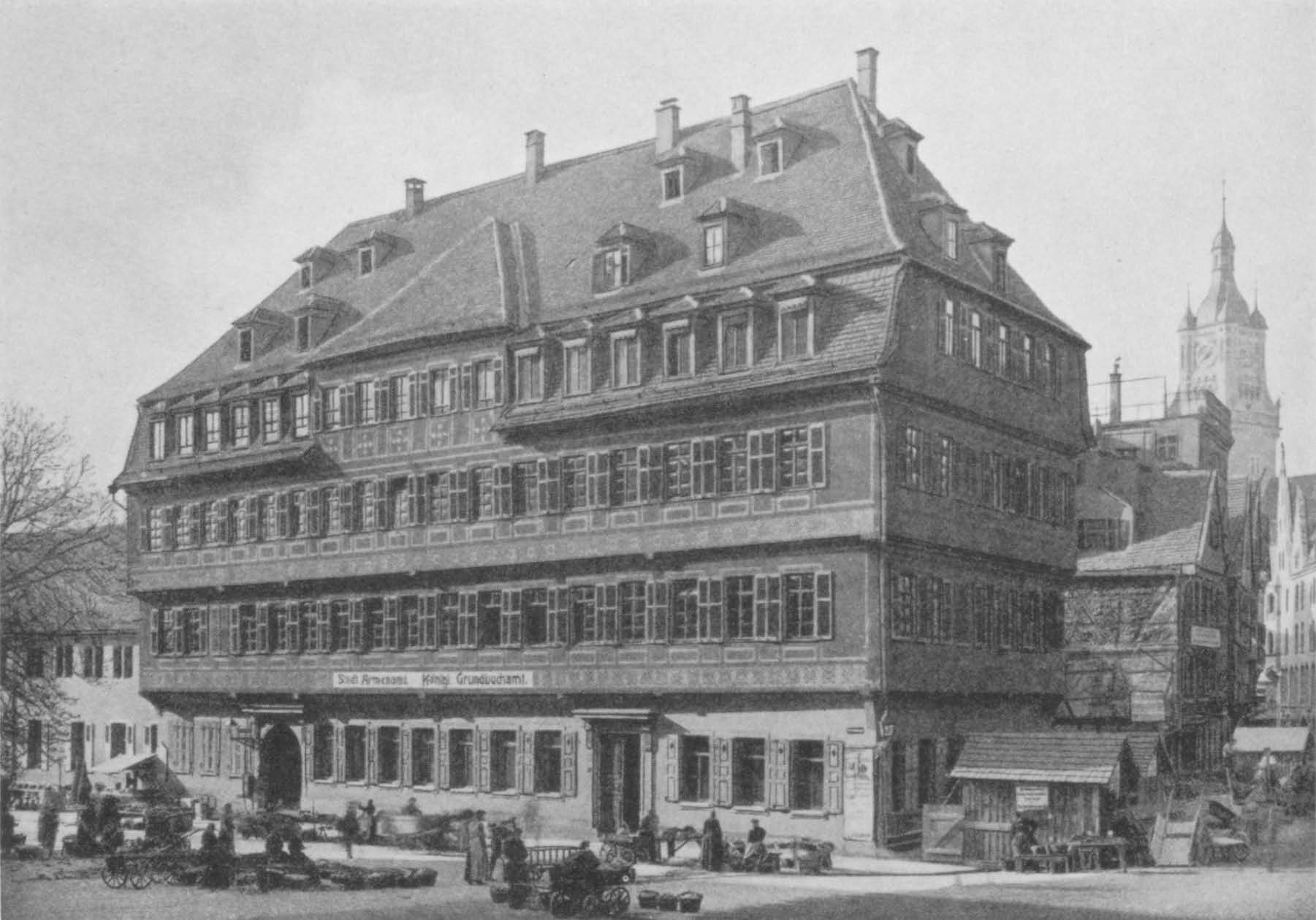
Der im Krieg zerstörte Gasthof „König von England“

1605 begannen die Bauarbeiten am Gesandtenhaus, dem heutigen Prinzenbau. Dieses Gebäude wurde 1677 fertiggestellt. 1715 wurde der Prinzenbau hinter der Alten Kanzlei bis zur Planie erweitert. Hierbei entstand der Kanzleibogen. An der Südseite des Platzes, zwischen Schloss und Stiftskirche, eröffnete 1712 das erste Stuttgarter Kaffeehaus, aus dem 1798 der Gasthof „König von England“ entstand. Zwischen 1775 und 1777 wurde der Schlossgraben zugeschüttet. Damit erhielt der Platz endgültig seine heutige Form.
1944/45 brannten sämtliche Gebäude um den Schillerplatz ab. Sie wurden wiederaufgebaut und in ihrer äußeren Form erhalten, mit Ausnahme des ehemaligen Gasthofs „König von England“. Auf dessen Grundriss wurde 1954–1956 das heutige Gebäude „König von England“ errichtet, ein Neubau mit nüchterner Fassade, der Geschäfte und Büros beherbergt. 1972/1973 wurde unter dem Schillerplatz eine Tiefgarage errichtet.

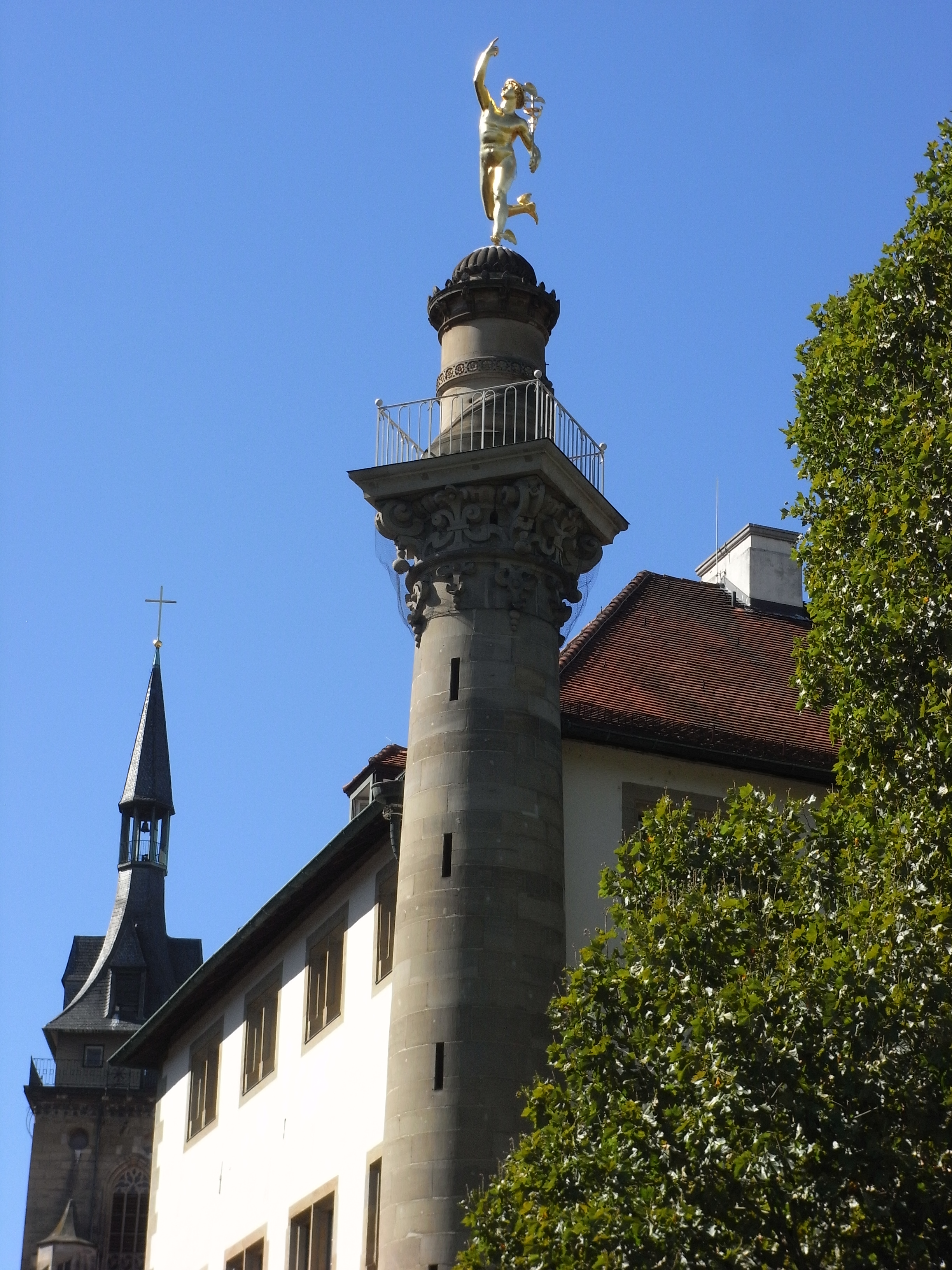
Merkursäule, Alte Kanzlei, hinten ein Turm der Stiftskirche

## Platzgestaltung

### Schillerdenkmal
Inmitten des gepflasterten Platzes steht das von dem Dänen Bertel Thorvaldsen 1839 errichtete Schillerdenkmal. Es war das erste Schillerdenkmal Deutschlands. Als Vorlage diente eine Zeichnung Schillers von Johann Christian Reinhart, die 1787 angefertigt wurde und heute verschollen ist.  Von seiner Entstehung handelt das von Thorwaldsens Landsmann Hans Christian Andersen verfasste Märchen Die alte Kirchenglocke.
Ein weiteres Schillerdenkmal befindet sich vor dem Großen Haus des Württembergischen Staatstheaters in Stuttgart, ein Werk des Stuttgarter Bildhauers Adolf von Donndorf von 1913, siehe Schillerdenkmal (Stuttgart 1913).

### Merkursäule
Am nördlichen Zugang zum Schillerplatz befindet sich am Gebäude der Alten Kanzlei ein runder schlanker hoher Turm von 1598, die Merkursäule. Seit 1862 wird dieser ehemalige Wasserturm von einem „Jüngling aus Gold“ bekrönt, der einen Mercurius darstellt. Das Modell der Figur stammt von Ludwig von Hofer, gegossen wurde sie von Wilhelm Pelargus.

## Nutzung
Auf dem Schillerplatz findet zweimal wöchentlich ein Wochenmarkt statt. Viele Veranstaltungen, die primär auf dem Stuttgarter Marktplatz stattfinden, werden auf den Schillerplatz ausgedehnt, so beispielsweise der Stuttgarter Weihnachtsmarkt oder das Stuttgarter Weindorf.